# Sanah
Zuzanna Irena Jurczak (sinh ngày 2 tháng 9 năm 1997 tại Warsaw), nghệ danh là Sanah, là một ca-nhạc sĩ người Ba Lan.

## Sự nghiệp
Năm 2019, Zuzanna Irena Jurczak tốt nghiệp Đại học âm nhạc Fryderyk Chopin. Cô nổi tiếng toàn quốc vào năm 2020 với việc đĩa đơn "Szampan" trở thành bản hit số một ở Ba Lan. Không lâu sau, cô phát hành album phòng thu đầu tay có tên Królowa dram (2020), album này cũng đạt vị trí số một tại Ba Lan.

## Đĩa hát

### Album phòng thu
| Tựa đề               | Chi tiết về album                                                                                  | Xếp hạng | Chứng nhận       |
| Tựa đề               | Chi tiết về album                                                                                  | POL      | Chứng nhận       |
| -------------------- | -------------------------------------------------------------------------------------------------- | -------- | ---------------- |
| Królowa dram         | - Phát hành: 8 tháng 5 năm 2020 - Hãng đĩa: Magic Records - Định dạng: CD, LP, tải nhạc, streaming | 1        | - ZPAV: Bạch kim |
| Irenka               | - Phát hành: 2021                                                                                  |          |                  |
| Uczta                | - Phát hành: 2022                                                                                  |          |                  |
| Sanah śpiewa poezyje | - Phát hành: 2022                                                                                  |          |                  |
| Kaprysy              | - Phát hành: 2024                                                                                  |          |                  |

### Đĩa đơn
| Tựa đề                                                                        | Năm  | Xếp hạng | Chứng nhận          | Album                       |
| Tựa đề                                                                        | Năm  | POL      | Chứng nhận          | Album                       |
| ----------------------------------------------------------------------------- | ---- | -------- | ------------------- | --------------------------- |
| "Siebie zapytasz"                                                             | 2019 | —        | - ZPAV: Vàng        | Ja na imię niewidzialna mam |
| "Proszę pana"                                                                 | 2019 | —        |                     | Ja na imię niewidzialna mam |
| "Cząstka"                                                                     | 2019 | —        |                     | Ja na imię niewidzialna mam |
| "Szampan"                                                                     | 2020 | 1        | - ZPAV: 3× Bạch kim | Królowa dram                |
| "Melodia"                                                                     | 2020 | 1        | - ZPAV: 2× Bạch kim | Królowa dram                |
| "Królowa dram"                                                                | 2020 | —        |                     | Królowa dram                |
| "No sory"                                                                     | 2020 | 1        |                     | Bujda                       |
| "–": Bài hát không có bảng xếp hạng hoặc không được phát hành trong lãnh thổ. |      |          |                     |                             |

### Đĩa đơn quảng cáo
| Tựa đề                          | Năm  | Album                       |
| ------------------------------- | ---- | --------------------------- |
| "Koronki"                       | 2019 | Ja na imię niewidzialna mam |
| "Projekt nieznajomy nie kłamie" | 2019 | Bujda                       |

## Giải thưởng và đề cử
| Năm  | Giải thưởng          | Hạng mục                        | Tác phẩm                        | Kết quả | Tham khảo |
| ---- | -------------------- | ------------------------------- | ------------------------------- | ------- | --------- |
| 2020 | Giai thưởng Fryderyk | Album nhạc Pop thay thế của năm | Ja na imię niewidzialna mam     | Đề cử   | [ 8 ]     |
| 2020 | Giai thưởng Fryderyk | Tiết mục mới xuất sắc nhất      | "Projekt nieznajomy nie kłamie" | Đề cử   | [ 8 ]     |
| 2020 | Giai thưởng Fryderyk | Ra mắt của năm                  |                                 | Đề cử   | [ 8 ]     |